# Newlyn
Newlyn is een plaats in het zuidwesten van Engeland. Newlyn ligt aan dezelfde baai als Penzance, maar het heeft een eigen haven. Nywlyn en Penzance vormen een aaneengesloten gemeente.
Er bestond van omstreeks 1880 tot in het begin van de twintigste eeuw een artiestenkolonie, de Newlyn School.